# Guinea zászlaja
Guinea, az első francia gyarmat, amely kivívta függetlenségét, a francia trikolórról mintázta nemzeti lobogóját. Sékou Touré, Guinea első államelnöke kijelentette, hogy azért választották ugyanazokat a színeket, mint Ghána, mert országa ki akarja nyilvánítani elkötelezettségét az afrikai egység ügye mellett. A színek a nemzeti mottóra is rímelnek: „Munka, Igazság, Szolidaritás”.
A vörös a vér színe, emellett az áldozathozatal, a kemény munka szellemét, valamint a haladás vágyát is tükrözi. A sárga Guinea aranyát és az afrikai napsütést idézi, amely az energia, a nagylelkűség és az egyenlőség forrása is, hiszen mindenki egyformán részesül belőle. A zöld a természeti környezetre, a mezőgazdaságra, a parasztok produktivitására, továbbá a kollektív vállalkozásokban megjelenő szolidaritásra utal. A lobogó három színe ily módon a köztársaság három tartópillérét – a munkát, az igazságot és a szolidaritást – szimbolizálja.